# Stegophorella lagerheimii
Stegophorella lagerheimii är en svampart som beskrevs av Petr. 1947. Stegophorella lagerheimii ingår i släktet Stegophorella, divisionen sporsäcksvampar och riket svampar.   Inga underarter finns listade i Catalogue of Life.